# Philippe Malaurie
Philippe Malaurie (* 7. März 1925 in Mainz; † 1. April 2020) war ein französischer Jurist. Er war Professor für Privatrecht an der Universität Panthéon-Assas in Paris.

## Leben
Philippe Malaurie wurde 1925 in eine katholische französische bürgerliche Familie normannischer und schottischer Abstammung geboren. Sein Vater war Dozent für Geschichte und Geographie an einem Mainzer Gymnasium und ehemaliger Infanterieoffizier im Deuxième bureau de Belfort. Die Familie Malaurie verließ mit dem Ende der Rheinland-Besetzung 1930 Mainz in Richtung Frankreich. Sein älterer Bruder war der Polarforscher Jean Malaurie (1922–2024). Seine beiden Eltern kamen während des Zweiten Weltkriegs ums Leben.
Philippe Malaurie wurde 1951 zur Prüfung für die agrégation des facultés de droit zugelassen. 1953 veröffentlichte er seine Dissertation: L’ordre public et le contrat : étude de droit civil comparé.
Er lehrte am Institut des hautes études in Tunis, dann an der juristischen Fakultät der Universität Poitiers. Anschließend lehrte er in Beirut und Phnom Penh. Später lehrte er Zivilrecht an der Universität Nanterre, wo er von November 1968 bis September 1969 Dekan der Fakultät für Rechts- und Wirtschaftswissenschaften war, bevor er an die Universität Paris II Panthéon-Assas ging. Er wurde nach seiner Emeritierung zum Professor emeritus ernannt. Im Jahr 2019 wurde er zum Komtur des Ordre des Palmes Académiques ernannt.
Malaurie war ein renommierter Spezialist des Zivilrechts mit der Besonderheit, dass er über ein breites Lehr- und Studiengebiet verfügte, das praktisch das gesamte französische Zivilrecht abdeckte: Er war auf das Familienrecht und das Notarrecht (Erbrecht, Schenkungen, Sicherheitsrecht usw.) spezialisiert und verfasste auch Lehrbücher über das Personen-, Sachen- und Vertragsrecht. Er war auch für den Großteil der zivilrechtlichen Arbeiten im Defrénois-Repetitorium der Firma Dalloz verantwortlich, im Allgemeinen in Zusammenarbeit mit Professor Laurent Aynès. Er interessierte sich auch für die Geschichte des Privatrechts und war im Jahr 2000 Autor einer Anthologie des juristischen Denkens sowie 1999 Co-Autor des Jahresberichts des Kassationsgerichtshofs, der anlässlich des neuen Jahrtausends der Geschichte dieser Institution im 20. Jahrhundert gewidmet ist.

## Veröffentlichungen (Auswahl)
- La revente, LexisNexis, 1996
- mit Antoine Garapon, Paul Ricœur, Patrick Valdrini: Le crime contre l’humanité. Mesure de la responsabilité. Parole et silence, 1998
- Droit et littérature. Anthologie. Éditions Cujas, 1998
- Anthologie de la pensée juridique. Éditions Cujas, 2000, 2. Auflage 2001
- mit Yves Fulchiron: L’évolution du droit français de la famille. Defrénois, 2009
- mit Laurent Aynès: Les successions. Les libéralités. Defrénois, 4. Auflage, 2010
- mit Laurent Aynès: Les régimes matrimoniaux. Defrénois, 3. Auflage, 2010
- Les personnes. La protection des mineurs et des majeurs. Defrénois, 5. Auflage, 2010
- mit Laurent Aynès: Les biens. Defrénois, 4. Auflage, 2010
- mit Hugues Fulchiron: La famille. Defrénois, 4. Auflage, 2011
- mit Laurent Aynès, Pierre-Yves Gautier. Les contrats spéciaux. Defrénois, 5. Auflage, 2011
- mit Laurent Aynès, Pierre Crocq: Les sûretés, la publicité foncière. Defrénois, 5. Auflage, 2011
- mit Philippe Delestre: Droit civil illustré. Defrénois, 2011
- mit Laurent Aynès, Philippe Stoffel-Munck: Les obligations. Defrénois, 6. Auflage, 2013
- Dictionnaire d’un droit humaniste. Librairie générale de droit et de jurisprudence, 2013